# Sochaczew
Sochaczew este un oraș pe râul Bzura în Polonia, una dintre cele mai vechi localități din Mazovia.